# Addis Ababa Fistula Hospital

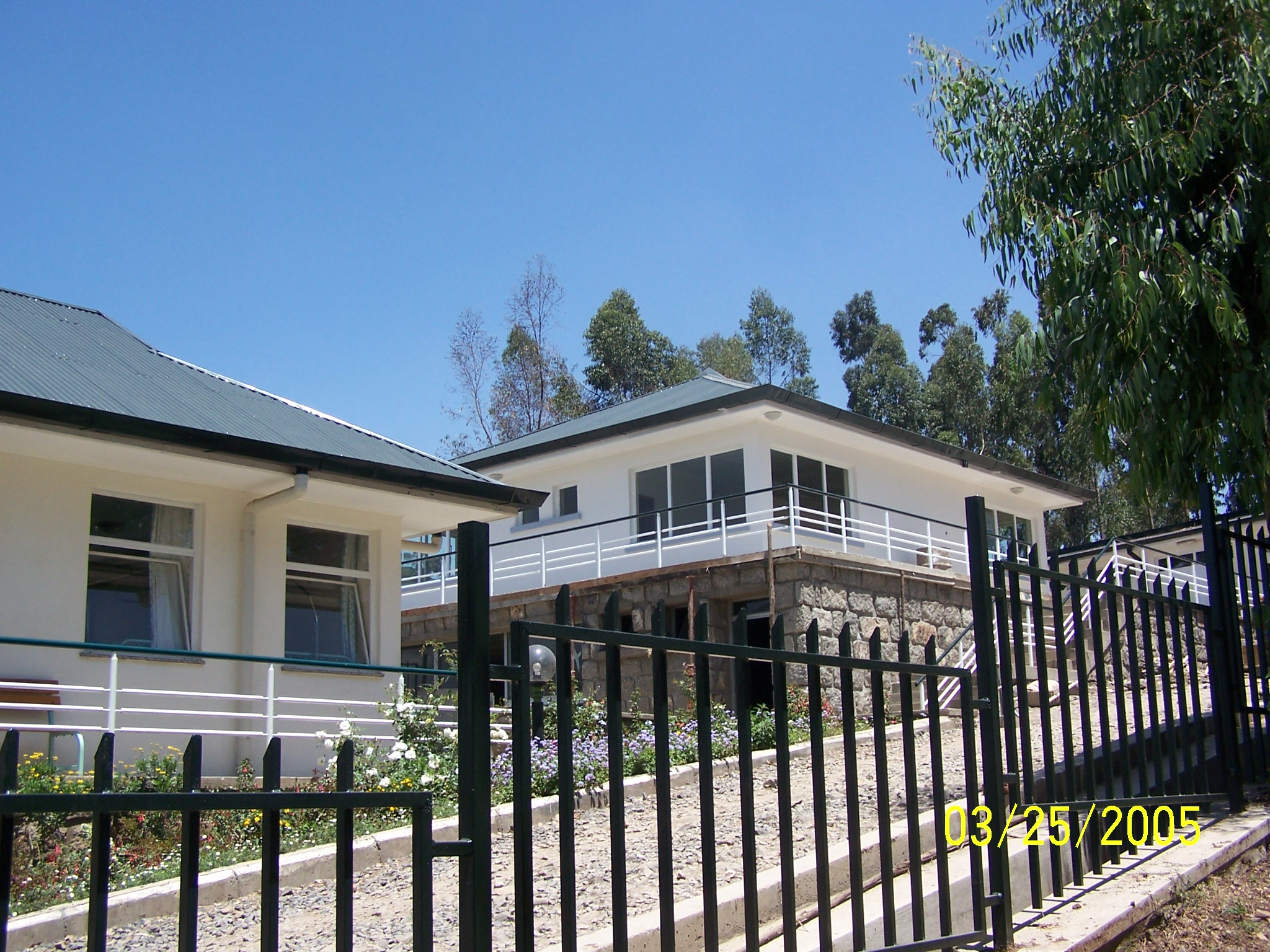
Das Addis Ababa Fistula Hospital

Das Addis Ababa Fistula Hospital (amharisch አዲስ አበባ ፊስቱላ ሆስፒታል) ist ein seit 1974 bestehendes Krankenhaus in der äthiopischen Hauptstadt Addis Abeba, das ausschließlich auf die Behandlung von geburtsbedingten Fisteln bei Frauen spezialisiert ist und sich seit seiner Entstehung als weltweit führendes Krankenhaus auf diese Aufgabe konzentriert. Es gilt darüber hinaus als bedeutendes Ausbildungszentrum für die praktische Fistelchirurgie. Gegründet wurde es vom australischen Ärzteehepaar Reginald Hamlin und Catherine Hamlin, die seit dem Ende der 1950er Jahre in Äthiopien tätig waren und für ihr langjähriges Wirken zugunsten von Frauen mit Fisteln mehrfach ausgezeichnet wurden. 
Unterhalten wird das Krankenhaus durch die in Australien registrierte gemeinnützige Organisation Catherine Hamlin Fistula Fund (CHFF), verwaltet von der äthiopischen Regierung über die lokale Organisation Hamlin Fistula Ethiopia (HFE).

## Entwicklung
Im Addis Ababa Fistula Hospital, in dem alle Patientinnen kostenfrei behandelt werden, sind seit der Gründung 1974 rund 40.000 Frauen erfolgreich operiert worden. Die Erfolgsrate des Krankenhauses liegt bei rund 93 Prozent. In den 1990er Jahren erfolgten ein Ausbau und eine Modernisierung der Klinik, die seitdem auch über ein Labor für Blut- und Urinuntersuchungen einschließlich Mikrobiologie, eine Röntgenabteilung und ein Physiotherapiezentrum verfügt. Seit 1998 sind auch mobile Teams im Einsatz, die in abgelegenen Regionen des Landes an örtlichen Krankenhäusern tätig sind. Mit der Errichtung von insgesamt fünf „Hamlin Fistula Centres“ in verschiedenen regionalen Kliniken zwischen 2005 und 2010 hat sich die Zahl der Operationen stark erhöht. Darüber hinaus sind in den letzten Jahren auch in anderen Ländern, insbesondere in Afrika, unabhängige Abteilungen und Krankenhäuser entstanden, die sich der Fistelchirurgie widmen.
Ab dem Jahr 2000 wurde außerdem unter dem Namen „Desta Mender“ ein Rehabilitations- und Reintegrationszentrum errichtet, in welchem Frauen, bei denen keine vollständige Heilung möglich ist, eine angemessene medizinische Versorgung ermöglicht wird. Darüber hinaus werden sie in verschiedenen Berufen ausgebildet und in der Nähe des Addis Abeba Fistula Hospitals und seiner Außenzentren reintegriert. Im Bereich der Ausbildung kooperiert das Krankenhaus mit der Universität Addis Abeba. Seit 2007 werden im „Hamlin College of Midwifery“ jährlich etwa 20 bis 25 junge Frauen zu Hebammen ausgebildet. Sie kommen aus ländlichen Gebieten, erhalten eine kostenlose Ausbildung und verpflichten sich, nach ihrer Ausbildung sechs Jahre in „Health Centers“ in der Nähe der „Hamlin Fistula Centers“ zu arbeiten. So soll mittelfristig die geburtshilfliche Versorgung verbessert werden.

## Geburtsfisteln
Fisteln wie vesikovaginale und rektovaginale Fisteln können als Folge von unzureichend versorgten Geburtskomplikationen entstehen. Bei den langdauernden Geburtsvorgängen, die in den Entwicklungsländern oft ohne medizinische Hilfe ablaufen, sind Komplikationen häufig. Weltweit haben etwa 5 % aller schwangeren Frauen Komplikationen bei der Geburt. Während in Industrienationen eine medizinische Notfallversorgung gewährleistet ist (und ein Kaiserschnitt durchgeführt wird), findet man in Entwicklungsländern nur wenige Krankenhäuser und wenige Ärzte. Ein Transport in das nächstgelegene Krankenhaus ist oft nicht möglich, denn dieses ist in der Regel viel zu weit entfernt. Straßen oder Transportmöglichkeiten gibt es nicht. So können die Komplikationen bei der Geburt zum Tod von Mutter und Kind führen. Die Häufung von Geburtsfisteln ist auch bedingt durch das kleine, unflexible Becken der mangelernährten, kleinwüchsigen, meist jugendlichen Mutter und die Unkenntnis der helfenden weiblichen Familienangehörigen über den Geburtsverlauf und seine Komplikationen. Durch die verlängerte Dehnung der Vagina oder Geburtshindernisse kann es zu Einrissen von Haut, Schleimhaut und Muskelstrukturen zwischen Vagina und Darm kommen, welche teilweise nur mit Defekten unterschiedlicher Größe heilen. Diese Defekte, die im Verlauf auch epithelialisieren können, bilden weite oder auch röhrenartige Verbindungen zwischen der Vagina und meist dem Darm oder auch der Harnblase. Diese Verbindungen können durch chronische Entzündungen komplexe Gänge bilden, deren vollständige Entfernung hohe Anforderungen an die Chirurgie stellt. Wenn keine qualifizierte Behandlung erfolgt, kommt es zu unkontrolliertem Austritt von Urin oder Exkrementen aus der Scheide. Die betroffenen Frauen werden als verschmutzt angesehen, in der Folge oft von ihren Partnern verlassen, von ihrem Umfeld gemieden und aus ihrer sozialen Gemeinschaft ausgeschlossen.

## Auszeichnungen
- 2004 United Nations Population Award, Bevölkerungsfonds der Vereinten Nationen
- 2004 Nathan Davis Award für eine hervorragende Weltgesundheitsinitiative, American Medical Association
- 2007 Bester humanitärer und sozialer Service in Äthiopien – der Präsident von Äthiopien, Girma Wolde-Giorgis